# Hockey Club Asiago 2002-2003
Questa pagina contiene i dati relativi alla stagione hockeystica 2002-2003 della società di hockey su ghiaccio HC Asiago.

## Piazzamento
- Campionato: 2° in serie A1 (perde la finale scudetto col Milano).
- Finalista di Coppa Italia coi Vipers Milano.
- Coppe europee: Eliminato nel girone semifinale di Continental Cup.

## Roster

### Portieri
- François Gravel
- Nicola Lobbia
- Marco Streit

### Difensori
- Pierangelo Cibien
- Stefan Bergkvist
- Paolo Basso
- Luigi Da Corte
- Florian Ramoser
- Giovanni Marchetti
- Michele Strazzabosco
- Valentino Vellar

### Attaccanti
- Dany Bousquet
- Giorgio De Bettin
- Jason Cirone
- Mika Kortelainen
- Richard Laplante
- Lucio Topatigh
- Reggie Savage
- Mark Coletta
- Luca Rigoni
- Eric Lecompte
- John Parco
- Stefano Frigo
- Riccardo Mosele
- Gianluca Schivo
- Fabio Rigoni
- Andrea Rodeghiero
- Claudio Mantese
- Luca Roffo
- Michael Corradin

### Allenatore
- Benoît Laporte